# Luis Otaño
Luis Otaño Arcelus (Rentería, 26 de enero de 1934) es un ex ciclista español de la década de 1960. Ganador de 2 Campeonatos de España y 2º en la Vuelta a España 1964.

## Biografía
Otaño nació en la localidad vasca de Rentería, Guipúzcoa (España) en 1934. En los inicios de su carrera también corrió en ciclocrós, participando en un Mundial de esta especialidad.
Debutó como profesional en 1957. Otaño destacó principalmente por sus actuaciones en la Vuelta a España donde durante una década fue un habitual en los puestos altos de la clasificación general. Participó en 8 ediciones de la carrera española. Fue 5.º en 1958, 9.º en 1959, 21.º en 1961, 2.º en 1964, 14.º en 1965, 4.º en 1966, 4.º en 1967 y 11.º en 1968. Además ganó 3 etapas a lo largo de sus participaciones (Madid > Madrid en 1961, Pamplona > San Sebastián en 1964 y Sitges > Barcelona en 1966). En la Vuelta de 1964 se hizo con el maillot amarillo tras ganar la etapa de San Sebastián y mantuvo el maillot de líder durante 5 jornadas. Finalmente logró la segunda plaza en la general a solo 33 segundos del campeón francés Raymond Poulidor.
Participó también en 10 ediciones del Tour de Francia, todas las que se disputaron entre 1958 y 1967, finalizando 8 de ellas. Al contrario de en la Vuelta siempre obtuvo resultados discretos en la clasificación general de la ronda gala, siendo su mejor puesto el 23.º de 1962. Otaño es recordado principalmente por la etapa que ganó en la edición de 1966 (Privas > Bourg d’Oisans).
Su palmarés se completa con dos campeonatos de España (1962 y 1966) y numerosas victorias de etapa en carreras de menor importancia.
Tras retirarse del ciclismo montó en 1969 una ferretería en su localidad natal.

## Palmarés
| 1957 - Prueba de Legazpi 1958 - Premio de Ondarroa 1960 - 1 etapa de la Dauphiné Libéré - 1 etapa de los Tres Días de Amberes - 3.º en la París-Tours 1961 - 1 etapa de la Vuelta a España - 1 etapa del Circuito de Aquitania 1962 - Campeón de España en Ruta 1963 - Campeón de España por Regiones - 1 etapa de la Midi Libre - 1 etapa de la Volta a Cataluña - 1 etapa del Tour du Sud-Est | 1964 - G.P. Pascuas - 1 etapa de la Vuelta a España - 3.º en el Campeonato de España de ciclismo en ruta 1965 - 1 etapa de la Bicicleta Eibarresa - 1 etapa de la Dauphiné Libéré - 2.º en el Campeonato de España de Montaña 1966 - Campeonato de España en Ruta - 1 etapa del Tour de Francia - 1 etapa de la Vuelta a España - 1 etapa de la Vuelta a Levante - 1 etapa de la Vuelta a Ávila - Premio de Vailly-sur-Sauldre - Premio de Villarreal de Urrechua - Premio de Vitoria |

## Resultados en Grandes Vueltas y Campeonato del Mundo
Durante su carrera deportiva ha conseguido los siguientes puestos en las Grandes Vueltas y en los Campeonatos del Mundo en carretera y ciclocrós:
| Carrera              | 1957 | 1958 | 1959 | 1960 | 1961 | 1962 | 1963 | 1964 | 1965 | 1966 | 1967 | 1968 |
| -------------------- | ---- | ---- | ---- | ---- | ---- | ---- | ---- | ---- | ---- | ---- | ---- | ---- |
| Giro de Italia       | -    | -    | -    | -    | -    | -    | -    | -    | -    | -    | -    | -    |
| Tour de Francia      | -    | 56.º | Ab.  | 42.º | 38.º | 23.º | 38.º | 44.º | 30.º | 26.º | Ab.  | -    |
| Vuelta a España      | -    | 5.º  | 8.º  | -    | 21.º | -    | -    | 2º   | 14.º | 4º'  | 4º   | 11º  |
| Mundial en Ruta      | -    | -    | -    | -    | -    | 13º  | -    | -    | 48.º | -    | -    | -    |
| Mundial de Ciclocrós | 25º  | -    | -    | -    | -    | -    | -    | -    | -    | -    | -    | -    |

-: no participa

Ab.: abandono

## Equipos
- Real Unión-Palmera (1957)
- Beasáin-Caobaina (Independiente) (1958)
- Peugeot (1959)
- St.Raphael-Gemminiani (1960-1961)
- Margnat-Paloma (1962-1963)
- Individual y Ferrys (1964)
- Ferrys (1965)
- Fagor (1966-1968)